# Antigang (série télévisée)
Pour les articles homonymes, voir Antigang.
Antigang est une série télévisée québécoise créée par Luc Dionne, scénarisée par Nadine Bismuth et diffusée à partir du 8 septembre 2025 sur ICI Radio-Canada Télé.
La série s'inspire d'une idée de Luc Dionne, conçue lors du tournage de L'appel pour Club illico, visant à présenter les coulisses d'une unité d'enquête d'élite comparable à l'escouade Carcajou, créée en 1995 pour lutter contre les Hells Angels et les Rock Machine.

## Synopsis
Antigang suit le vie quotidienne de Jean-François Bégin, leader d'une escouade antigang, mais aussi celles des membres de cette équipe et de leurs familles ainsi que celles des criminels qu'ils pourchassent.

## Fiche technique
- Réalisation : Danièle Méthot
- Scénariste : Nadine Bismuth, d'après l'idée de Luc Dionne
- Script-édition : Luc Dionne
- Production : Fabienne Larouche, Michel Trudeau
- Sociétés de production : Aetios productions
- 120 épisodes de 30 minutes, de septembre à avril[1],[2],[3]

## Distribution

### Personnages principaux
Source : QuiJoueQui? et ICI Radio-Canada
- Patrice Robitaille : Jean-François Bégin, sergent-détective et leader naturel de l'escouade antigang
- Catherine Trudeau : Mathilde Lapierre, sergente-détective
- Irdens Exantus (en) : Philippe Parizeau, spécialiste en technologie et en informatique dans l'escoude
- Karine Gonthier-Hyndman : Caroline Daigneault, enquêtrice
- Fabien Cloutier : Frédéric Nadeau, sergent-détective et père de Laurence
- Vincent Graton : Christian Thibeault, patron de Jean-François Bégin et de l'escouade
- Olivier Gervais-Courchesne : Vincent Charbonneau, grand boss de l'escouade
- Léane Labrèche-Dor : Fanny Boutin, coiffeuse, conjointe du président du chapitre québécois des Dead Shadows, Denis Marchand

### Personnages secondaires
- Shanti Corbeil-Gauvreau : Laurence Lanctôt, étudiante en droit de la famille et fille de Frédéric Nadeau
- Philippe Scrive : Noah Murphy, étudiant en droit et fils du chef de la mafia irlandaise Don Murphy
- Samuel Gauthier : Connor Murphy, frère aîné de Noah